# Младост (квартал в София)
Вижте пояснителната страница за други значения на Младост.
Жилищен комплекс „Младост“ е градска зона в югоизточната част на София, България. Тя образува ядрото на административния район „Младост“ (а малка част попада и в съседния район „Студентски“). на Столичната община.
В съвременната адресна номенклатура на града комплексът се разглежда като пет самостоятелни квартала:
- „Младост 1“
- „Младост 1А“
- „Младост 2“
- „Младост 3“
- „Младост 4“

## История
Проектът за жилищния комплекс „Младост 1“ е изготвен от колектив под ръководството на архитект Богдан Томалевски и е завършен през 1964 г. Впоследствие (до първата половина на 80-те години на XX век) са проектирани и построени още четири разширения на комплекса („Младост“ 2, 3, 4 и 1А). Жилищните блокове в петте части на комплекса са номерирани според обща номенклатура:
- „Младост 1“: от 1 до 100, като в района на булевард „Цариградско шосе“ има и стари блокове на по 3 – 4 етажа, носещи номера, започващи със сто (1хх)
- „Младост 2“: от 200 (2хх)
- „Младост 3“: от 300 (3хх)
- „Младост 4“: от 400 (4хх), но има и няколко блока с номера, започващи с 600 (6хх)
- „Младост 1А“: от 500 (5хх)

Строителството на „Младост“ 1 започва в средата на шестдесетте години, като строените оттогава до началото на 90-те години на XX век жилищните сгради в целия комплекс са най-вече едропанелни (от серии Бс-VIII-Сф, Бс-2-64, Бс-2-69 и Бс-69-Сф), както и ЕПК. От началото на 90-те години до днес новопостроените сгради са най-вече монолитно строителство, като техният брой постоянно се увеличава.

## Транспорт и съобщения
Транспортното обслужване на ж.к. „Младост“ се осъществява от градския метрополитен, а също и от автобусен, тролейбусен транспорт и маршрутни таксита.
В квартала минават следните линии на градския транспорт:
- Автобусни линии – 4, 76, 88, Х9, Х10, 111, 213, 305, 314 и 413;
- Тролейбусни линии – 3 и 5;
- Маршрутни таксита – 3, 6, 14, 24, 29;
- Метро (МД1\метродиаметър едно)– свързва Летище София, ж.к. Дружба, бул. „Цариградско шосе“ и ж.к. Младост с кварталите „Дървеница, „Изгрев“, „Изток“, „Западен парк“, „Света Троица“, „Люлин“, „Модерно предградие“ и „Обеля“, както и с централната градска част. То стига до терминал 2 на столичната аерогара и до Бизнес парка в ж.к. „Младост“ 4. Станциите в Младост са пет: Младост 1, Младост 3, Александър Малинов, Акад. Ал. Теодоров – Балан и Бизнес парк София.

До построяването на метрото до ж.к. „Младост“ основните входни и изходни точки на жилищния квартал са били само две:
- бул. „Александър Малинов“ – основната пътна артерия в квартала, свързваща го с Околовръстния път, бул. „Цариградско шосе“ и ж.к. „Дружба“;
- бул. „Андрей Ляпчев“, свързващ квартала с ж.к. Дървеница.

Със строежа на метрото до метростанция „Младост" 1 беше изградена и трета за квартала входно-изходна точка – бул. „Проф. Марко Семов“, който започва от кръстовището на бул. „Андрей Сахаров“ и ул. „Йерусалим“ в Младост-1 и по маршрута на метрото стига до кръстовището на бул. „Г. М. Димитров“ и бул. „Драган Цанков“.
Пътищата на територията на район „Младост“ са асфалтирани. Независимо от пускането на метрото до „Младост“ 1 обаче централният булевард „Александър Малинов“ все по-трудно поема трафика на нарастващия на население квартал.
Съобщенията в района са развити добре. 90% от населението е осигурено с домашни телефонни постове. На територията на район „Младост“ се намират 3 пощенски клона – в „Младост“ 1, в „Младост“ 3 и в „Младост“ 4. На кръстовището на ул. „Филип Аврамов“ и ул. „Свето Преображение“ в „Младост“ 3 е разположена административната сграда на Район Младост, а в съседство на същото кръстовище – и 25 ДКЦ. В „Младост“ 4 до бл. 465 се намира и едно от бюрата по труда.

## Образование и култура
В район „Младост“ функционират 15 общообразователни училища, като 5 от тях са частни. Изградени са и функционират 14 обединени и 5 целодневни детски градини с общ брой на децата в тях 1811. 86% от децата са на възраст от 3 до 6 години. В района са регистрирани и 4 читалища, в които съществуват и функционират читалищни библиотеки.
В Народно читалище „Младост“ се помещава и Детско-юношеският танцов ансамбъл „Пламъче“ и Школата по български народни хора „Младост“.
На бул. „Александър Малинов“ № 31 се намира софтуерната академия на „Телерик“.

## Икономика
Завършено е изграждането на Бизнес парк София. Изграден е и бизнес център „Соравия“. „Младост“ е един от районите с най-много търговски центрове в България.
На територията на жилищния комплекс има обекти на следните търговски вериги:
- 5 филиала на „Фантастико“ – на бул. „Цариградско шосе“ в „Младост“ – 1 в района на МБАЛ „Света Анна“, на бул. „Йерусалим“ № 22 в „Младост“ – 1, в „Младост“ 3 до бл. 321, бул. „Александър Паскалев“ в „Младост“ – 4 и на ул. „Атанас Москов“ № 15, точно до Бизнес Парк;
- 6 филиала на „Т Маркет“ – на пазар „Мусагеница“ в „Младост“ – 1, на ул. „Йерусалим“ – 15, до бл. 72А, на ул. „проф. д-р Васил Златарски“ № 3, до бл. 206 (бивш магазин Хранс Комерс), на ул. „Бъднина“ № 15;
- 4 филиала на „Билла“ – на ул. „Полковник Георги Янков" № 17 в „Младост“ – 1, а бул. „Александър Малинов“ до „Младост“ – 1А, на ул. „406“ в „Младост“ – 4 и на бул. ,,Александър Малинов" № 91, срещу Академията на МВР;
- хипермаркет „ХИТ“ – разположен на бул. „Александър Малинов“ между „Младост“ – 2 и „Младост“ – 4;
- три супермаркета от веригата „Лидл“ – на ул. ,,406" в „Младост“ – 4, на бул. „Андрей Ляпчев“ № 52, на ул. „д-р Атанас Москов“ № 18
- хипермаркет „Кауфланд“ – на ул. „Филип Аврамов“ в „Младост“ – 3;
- 2 филиала на магазини ,,345", които се намират в Бизнес Парк ,,София";
- два ресторанта за бързо хранене „Макдоналдс“;
- хипермаркет за бяла и черна техника „Технополис“ – в местността „Камбаните“, в близост до Околовръстния път;
- хипермаркет за мебели и аксесоари за дома „Комо“ – също в местността „Камбаните“ (в съседство до ,,Технополис");
- хипермаркет за техника ,,ЗОРА" – на бул. „Андрей Сахаров“ до пресечката с ул. „Йерусалим“;
- и други.

От 21 април 2010 г. в района на кръстовището на локалното платно на бул. „Цариградско шосе“ и ул. „Йерусалим“ до „Младост“ 1 функционира и Хермес Парк, в който е разположен и търговският център „Дъ Мол“. За разлика от другите търговски обекти обаче, The Mall има по-лош пешеходен достъп. Най-близкият подлез (този на спирка „Окръжна болница“), който свързва мола, разположен от северната страна на „Цариградско шосе“, с жилищните райони от южната му страна, е на около 300 м. разстояние. Единствената изградена връзка от „Младост“ 1 до Хермес Парк и The Mall е тунел за МПС, през който е забранено преминаването на пешеходци. Поради това от жилищните райони около ул. „Йерусалим“ е невъзможно вървене пеша директно до The Mall, без обикаляне чак през подлеза на спирката на градския транспорт на УМБАЛ „Света Анна“ или под моста на Държавна печатница.
В ж.к. „Младост“ има няколко пазара – 3 в „Младост“ – 1 (до МБАЛ „Св. Анна“ и на бул. „Андрей Сахаров“ до метростанция „Младост 1“, срещу НСС) и по един в „Младост“ – 1А и в „Младост“- 4, като особено голямо струпване на магазини и търговски обекти има в района около пазара в „Младост“ 1А, като там се намира и търговският център „Сити Пойнт“.
Други обекти в квартала:
- Princess Outlet Center (аутлет център ,,Принцеса"): етаж едно 6286 м² и/или етаж две 5906 м²: боулинг център, детска площадка, зона за хранене FOOD COURT, магазини, пространства за събития и празнуване на рождени дни, развлекателен град;
- търговски комплекс „Инвеко“;
- Кино „Арена“ в „Камбаните“ до хипермаркетите „Технополис“ и „Комо“;
- бензиностанция „Shell“ (Шел);
- бензиностанция „OMV“;
- бензиностанция „Еко“;
- бензиностанция „Лукойл“
- бензиностанция „Петрол“;
- печатница „Демакс“;
- завод за производство на натурални сокове „Флорина България“ АД и много други.

Там са разположени и представителствата на „БМВ“, „Опел“, „Тойота“, „Рено" и „Дачия“, офиси на „А1", „Йеттел“, „Виваком“, „Хюлет-Пакард" (Hewlett-Packard)“ и други. На територията на „Младост“ 4 се намира и Бизнес Парк София, който даде силен подем на икономиката в района.
В „Младост“, на ул. „Филип Аврамов“, се намира и детският увеселителен парк „Боби и Кели“ (стари имена – „Патиланци“ и „Палавници“).